# Квереморі Уатара
Квереморі Уатара (*д/н–1762) — 4-й фагама (володар) держави Конг у 1750—1762 роках.

## Життєпис
Син фагами Секу Уатара. За правління отримав управління областю і фортецею Соколо. Уславився як видатний військовик, що брав участь у численних походах батька. 1739 року очолив похід з підкорення міста-держави Дженне на річці Нігер. Внаслідок походу було підкорено племена в долині річки Нігер. Втім Квереморі не наважився атакувати Дженне, натомість захопив важливий торгівельний центр Софара. Невдовзі завдав поразки військам аль-Кунті. володаря міста-держави Тімбукту. За цим атакував державу Сегу, проте не зміг повністю здолати війська Бітона Кулібалі. Також здійснив успішні походи проти племен малінке та держави Кенедугу.
У 1745 році після смерті батька вступив у протистояння з братами за владу. Лише 1750 року повалив брата Комбі Уатара I, ставши фагамою. Невдовзі розпочав кампанії з відновлення єдності держави. За цим здійснив вдалий похід проти держави Ашанті, що перестала визнавати зверхність Конгу. Але спроба відновити владу над державою Гвіріко зазнало поразки.
Помер Квереморі Уатара 1762 року. Йому спадкував брат Самафінге Уатара.